# Sharul Nizam
Sharul Nizam (* 2. Juni 1997 in Singapur) ist ein singapurischer Fußballspieler.

## Karriere
Sharul Nizam stand von 2018 bis 2019 bei den Young Lions unter Vertrag. Wo er vorher gespielt hat, ist unbekannt. Die Young Lions sind eine U23-Mannschaft, die 2002 gegründet wurde. In der Elf spielen U23-Nationalspieler und auch Perspektivspieler. Ihnen soll die Möglichkeit gegeben werden, Spielpraxis in der ersten Liga, der Singapore Premier League, zu sammeln. Für die Young Lions bestritt er 18 Erstligaspiele. Anfang 2020 wechselte er zum Ligakonkurrenten Albirex Niigata (Singapur). Der Verein ist ein Ableger des japanischen Zweitligisten Albirex Niigata. Am 20. Februar 2020 wurde sein Vertrag wieder aufgelöst. Seitdem ist er vertrags- und vereinslos.